# Séverine Auffret
Séverine Auffret (Paris, 8 de marzo de 1942) es una escritora, profesora de filosofía y feminista francesa. En 2002 se incorpora a la Universidad Popular de Caen impulsada por Michel Onfray donde imparte varios seminarios, entre ellos el de "Ideas feministas". Es especialmente conocida por su obra: Una historia del feminismo. De la antigüedad a nuestros días, premio especial del Jurado Simon Veil 2018.

## Biografía
Hija de la novelista bretona Anne Pollier (1910-1994) nace en París el 8 de marzo de 1942. Realiza sus estudios en La Sorbona. Profesora agregada de filosofía. DEA filosofía (Historia de las ideas). De 1968 a 2002 ha sido docente principalmente en la escuela secundaria. En 1970 se casó con el cirujano libanés Ghassan Ferzli y de 1973 a 1976 vivió en el Líbano aprendiendo árabe moderno y descubriendo la cultura de Oriente Próximo. A su regreso a Francia Séverine publica su primer ensayo al que le seguirán otros, a menudo orientados sobre la situación de las mujeres.
Editora de la obra de la filósofa francesa Gabrielle Suchon (1632-1703) filósofa cuya obra se considera protofeminista y cuya escritura se dirige principalmente a las mujeres, ha realizado traducciones comentadas de Platon, Aristóteles, Ibn Tufayl, Jean de la Croix, Montaigne, La Boétie, Marie de Gournay o Spinoza.
En 2002 se incorpora a la Universidad Popular de Caen impulsada por Michel Onfray donde imparte varios seminarios, entre ellos el de "Ideas feministas" y en 2012 inaugura con un grupo de amigos la Universidad Popular del Mantois (UPM).
En 2018 recibió el premio literario Simone-Veil especial del jurado «Coup de coeur du Jury» por Una historia del feminismo. De la antigüedad a nuestros días escrita tras 15 años de investigación y que recupera las ideas del feminismo desde la antigüedad griega y romana.

## Investigadora de la historia de las ideas del feminismo
Auffret reconstruye en su investigación y trabajo la construcción de las ideas a partir de la Antigüedad en contraste con quienes consideran que surge a partir de la Ilustración del siglo XVIII como teoría política. «El feminismo -dice- considera a las mujeres como seres humanos por derecho propio, disponiendo libremente de su cuerpo y mente, y participando plenamente en todos los ámbitos de la cultura humana, es decir en el arte, la ciencia, la política, la religión y el trabajo también por supuesto, entre otros.»

## Obras
- Des couteaux contre des femmes, de l’excision, Des femmes 1982.
- Nous Clytemnestre, du tragique et des masques, Des femmes 1984.
- Mélanippe la philosophe, Des femmes 1988.
- Aspects du Paradis, Arléa 2001.
- Des blessures et des jeux, manuel d’imagination libre, Actes Sud, febrero de 2003.
- Sapphô et compagnie. Pour une histoire des idées féministes. Labor, septiembre de 2006.
- Le bon plaisir du sexe : Pour une histoire des idées féministes, Editions Labor, 2017.
- Une histoire du féminisme de l'antiquité grecque à nos jours, Éditions de l'Observatoire, 2018. (ISBN 9791032901113)

### En español
- La gran historia del feminismo. De la antigüedad a nuestros días. Editorial: La esfera de los libros. 2020